# پیرایش پروتئین
پیرایش پروتئین فرآیندی است که طی آن بخش‌هایی از پروتئین‌ها به نام intein حذف شده و در مقابل قسمت‌هایی از آن با نام exteins از سر کربن انتهایی و نیتروژن انتهایی خود به یکدیگر متصل می‌شوند. دو اسید آمینه ی سیستئین و سرین در این فر آیند نقش مهمی را ایفا کرده و زنجیره‌ای از اسید آمینه‌های هسته‌دوست را در پروتئین ایجاد می‌کنند. پیرایش پروتئین‌ها نیازی به انرژی حاصل از آدنوزین تری فسفات یا گوانوزین تری فسفات و همچنین عامل‌های کمکی خارجی ندارد.

## انواع inteins
چهار دسته از این مولکول‌ها با نام‌های intein کوچک و
intein بزرگ، ترانس پردازشی، و نوع مربوط به آلانین، وجود دارد. inteinدر پیرایش پروتئین‌های بزرگ دارای قلمروهای پیرایشی کربوکسیل انتهایی وآمینو انتهایی و همچنین یک قلمروی اندونوکلئازی هستند. intein‌های کوچک تنها دارای دو قلمروی کربوکسیل انتهایی وآمینو انتهایی می‌باشند. trans splicing inteins دارای انشعاب هستند و به دوانتهای Cانتهایی و Nانتهایی تقسیم می‌شوند. نوع مربوط به آلانین نیز به جای سیستئین و سرین با آلانین وارد عمل می‌شود.

## تاریخچه کشف
پیرایش پروتئین‌ها توسط دو گروه Anraku و Stevens در سال ۱۹۹۰ گزارش شد. هر دوی آن‌ها در واکوئل ساکارومیسز، پروتئین VMA1 را کشف کردند؛ که در هم‌آرای ATPase H+ قرار داشت. توالی کربن و نیتروژن انتهایی این پروتئین با ۷۰در صد سایر موجودات شبیه‌است و ۳۰ در صد شباهت با HO نوکلئاز مخمر دارد.